# Bremen (Schiff, 1939)
Die Bremen war ein für den Passagiertransport genutztes Turbinenschiff des Norddeutschen Lloyd. Sie trug als fünftes Schiff des Lloyds den Namen Bremen.

## Geschichte

### Bau
Die französische Reederei Compagnie de Navigation Sud-Atlantique plante im Jahr 1936 als Ersatz für die L’Atlantique den Bau eines Passagier- und Frachtschiffs für den Liniendienst auf den Südatlantikrouten, die mit der Cap Arcona von der Reederei Hamburg Süd konkurrieren sollte. Der Neubau lief am 15. Februar 1938 auf der Werft Chantiers de Penhoët in Saint-Nazaire vom Stapel und wurde nach dem Wissenschaftler Louis Pasteur auf den Namen Pasteur getauft. Ein Brand im März 1939 verzögerte ihre Fertigstellung, so dass die erste Probefahrt erst kurz vor Beginn des Zweiten Weltkrieges im August 1939 stattfand.

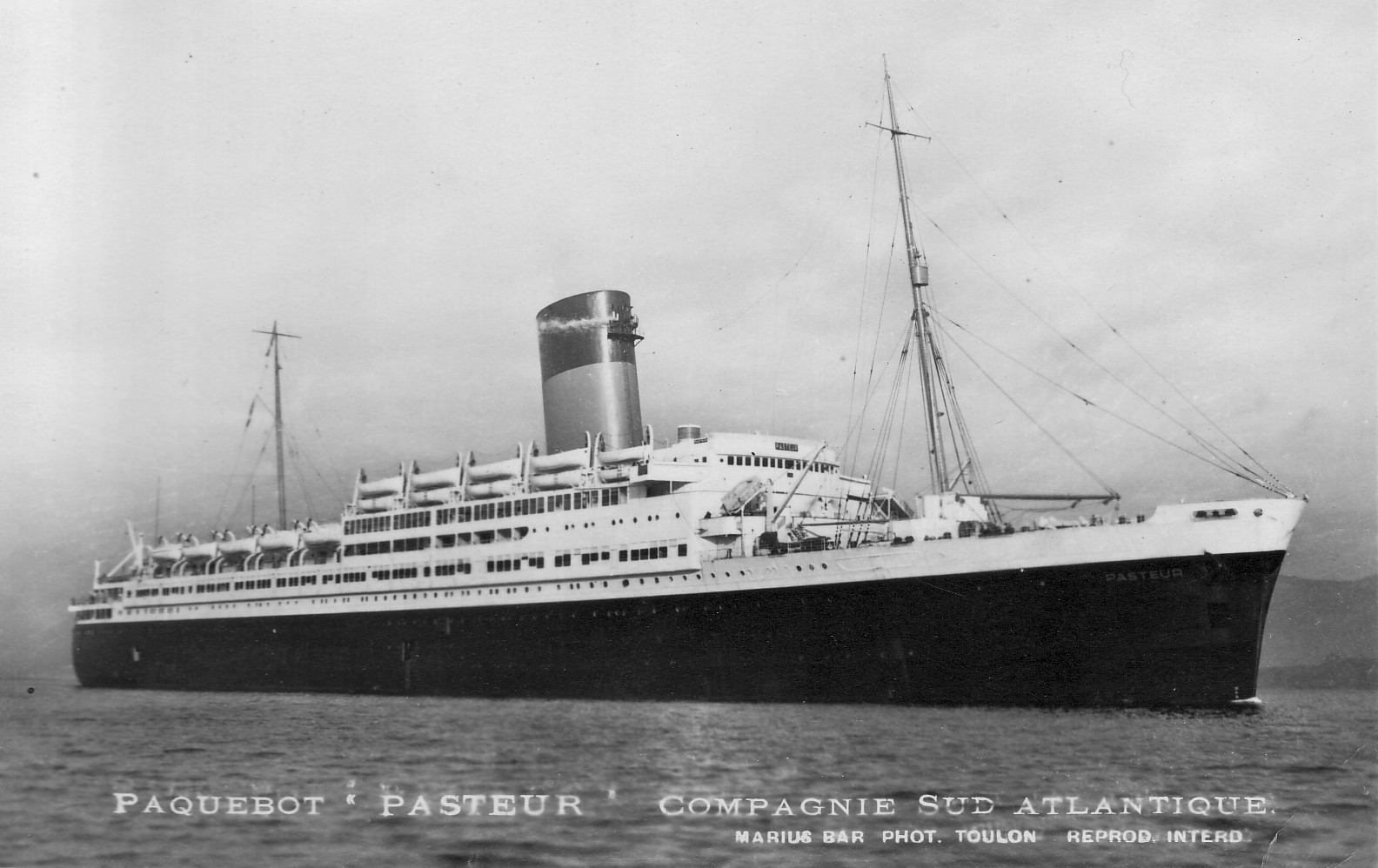
Die Pasteur

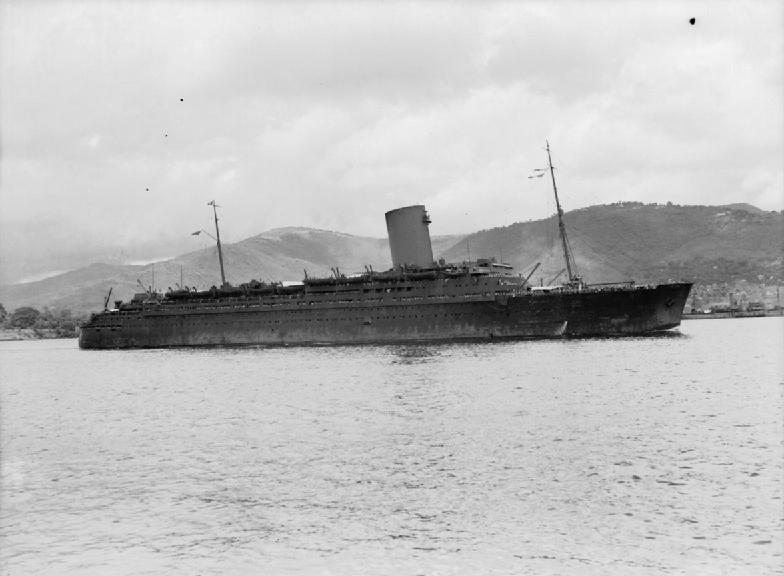
Pasteur während des Zweiten Weltkriegs im Konvoi WS19

Die 29.253 BRT große Pasteur war 212,40 m lang und 26,80 m breit. Sie hatte 11 Decks und besaß umfangreiche Laderäume. Eingerichtet war sie für 751 Passagiere. Das Schiff mit vier Schrauben konnte bis zu 26 Knoten laufen, lief aber im allgemeinen Dienst um 22 Knoten. Ihr Tiefgang lag bei 9,30 m.

### In französischen Diensten
Die erste bereits ausgebuchte Reise der Pasteur konnte wegen des Beginns des Zweiten Weltkrieges nicht erfolgen. Sie verblieb in St. Nazaire und in Brest. 1940 wurden auf ihr 200 Tonnen Goldreserven Frankreichs nach Kanada verschifft. Nach der Niederlage Frankreichs übernahm Großbritannien das Schiff. Es wurde als Truppentransporter und Lazarettschiff zwischen Kanada, Südafrika, Australien und Südamerika eingesetzt und transportierte dabei insgesamt etwa 300.000 Soldaten. Nach der Rückgabe an Frankreich fuhr das Schiff ab 1946 in französischen Diensten als Truppentransporter nach Vietnam (Indochinakrieg) und ab 1954 bis 1957 nach Algerien.

### Verkauf und Umbau
1957 kaufte der Norddeutsche Lloyd das Schiff für 30 Mio. DM. Dies löste heftige Proteste bei der französischen Bevölkerung aus. Die Überführung erfolgte im September 1957 von Brest nach Bremerhaven. Die neue Eigentümerin ließ die zukünftige Bremen auf der Bremer Vulkan-Werft in Bremen-Vegesack für weitere rund 65 Mio. DM umbauen und umfassend erneuern. Ihre Größe wurde nunmehr mit 32.336 BRT und ihre Tragfähigkeit mit 8.700 tdw vermessen. Sie erhielt neue Kessel und vier Turbinen mit einer max. Leistung von 60.000 PS für eine Geschwindigkeit von max. 26 Knoten und 23 Knoten im Betrieb mit 53.500 PS. Ihre drei 1.375 KVA-Generatoren hatten eine Leistung von 6.600 Kilowatt. Beim Umbau wurde die Silhouette des Schiffes, vor allem durch den tropfenförmigen neuen Schornstein, eleganter. Die Bremen erhielt zwei 4,50 m lange Stabilisatoren für eine ruhigere Fahrt bei sehr rauer See. Im Juni 1959 war ihre Probefahrt.

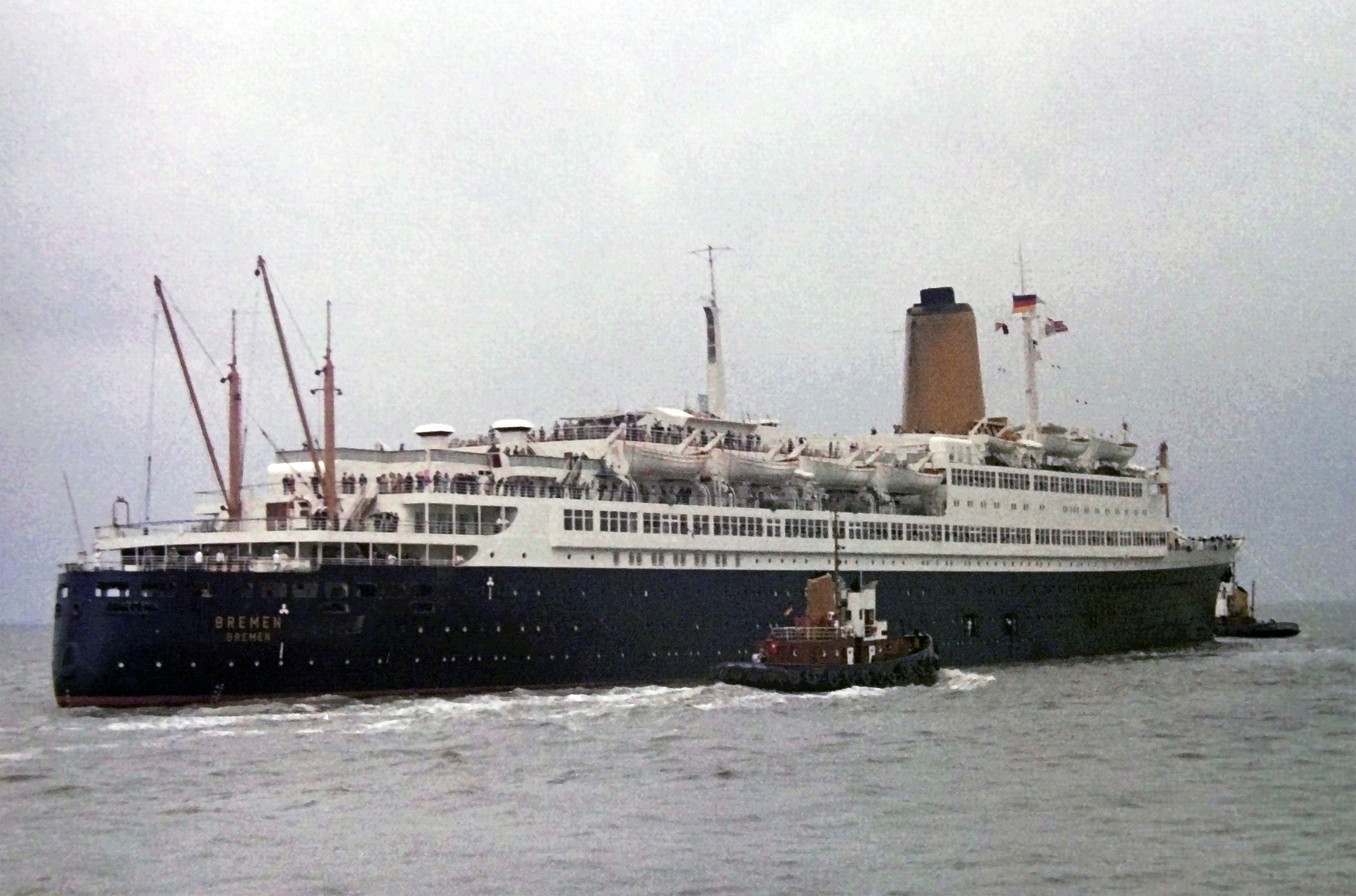
Die Bremen verlässt Bremerhaven – 1966

Der Lloyd setzte die Bremen im Nordatlantikdienst ein. Am 9. Juli 1959 brach sie zu ihrer Jungfernfahrt von Bremerhaven über Southampton und Cherbourg nach New York auf. Sie galt als eines der schönsten Passagierschiffe ihrer Zeit.
1960 konnte die Bremen rund 14.000 Gäste von Europa nach den USA und ebenso viele Gäste in die Gegenrichtung befördern. Daneben wurde sie ab 1960 auch im Kreuzfahrtverkehr in der Karibik und nach Südamerika genutzt. Auch 1961 war ihre Auslastung mit 85 Prozent sehr gut. Ab 1964/65 waren die Auslastung und vor allem die wirtschaftliche Lage weniger befriedigend, da der Flugverkehr eine deutlich steigende Konkurrenz wurde. Ab 1965/67 mussten für die Bremen zunehmende Verluste verzeichnet werden. Die Fahrten wurden mehr und mehr und ab 1971 fast nur noch auf die Kreuzfahrt verlegt. 1970 fusionierte der Lloyd mit der HAPAG zur Großreederei Hapag-Lloyd.

### Verkauf nach Griechenland
Im Oktober 1971 wurde die Bremen nach 175 Atlantiküberquerungen und 117 Kreuzfahrten für 40 Mio. DM nach Griechenland an die Reederei Chandris verkauft.

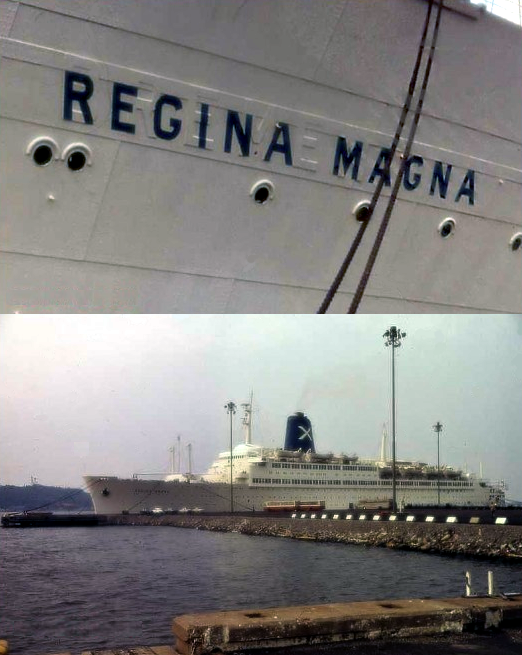
Die Regina Magna in Göteborg – 1972

Sie fuhr nun als Regina Magna im Mittelmeer, wurde aber bereits 1974 in Piräus aufgelegt.

### Das Ende
Ab 1977 war die ehemalige Bremen unter dem Namen Saudiphil I ein Hotelschiff in Dschidda. 1980 wurde sie als Filipinas-Saudi I an die Philsimport International in Hongkong verkauft; auf der Schleppreise nach Taiwan zum Abwracken sank das Schiff am 6. Juni im Indischen Ozean.

## Besatzung und Passagiere
Die Bremen hatte eine Besatzung von 545 Personen, 300 davon waren im Dienstleistungsbereich tätig. Rund 1.150 Passagiere konnten transportiert werden, davon 216 in der 1. Klasse.
Folgende Kapitäne führten die Bremen:
- Heinrich Lorenz (1959–1960)
- Fritz Leusner (1960)
- Günter Rössing (1960–1965)
- Walter Schott (Kapitänsvertretungen um 1965)
- Heinz Vollmers (1965–1967)
- Heinrich Behnsen (1967–1969)
- Paul Vetter (1966–1972)
- Claus Hamje (1971)

## Trivia
Das Zaubererduo Siegfried und Roy lernte sich 1960 auf der Bremen kennen, da Siegfried dort als Steward und Roy als Page arbeitete. Die Zaubershow, in der sie auf dem Schiff erstmals gemeinsam auftraten, war der Grundstein für ihre spätere Karriere.